# Matti Krause
Matti Krause (* 1986 in Rostock) ist ein deutscher Schauspieler, Hörspiel- und Synchronsprecher.

## Leben
Matti Krause wuchs in Berlin auf und studierte dort von 2006 bis 2010 an der Hochschule für Schauspielkunst „Ernst Busch“ Berlin. Sein erstes Engagement führte ihn von 2010 bis 2013 an das Maxim-Gorki-Theater, danach ging er bis 2017 an das Schauspiel Stuttgart. Mit Beginn der Spielzeit 2017/18 ist er in Hamburg am Deutschen Schauspielhaus verpflichtet.
Krause spielte neben zahlreichen anderen Rollen den Ruprecht im Zerbrochnen Krug von Heinrich von Kleist, Billing in Henrik Ibsens Volksfeind, die Titelfigur in Jonas Jagow von Michel Decar, Joachim Ziemßen in Der Zauberberg nach dem Roman von Thomas Mann oder Glatzen-Per in Ronja Räubertochter nach Astrid Lindgren. Er arbeitete dabei mit bekannten Regisseuren wie Armin Petras, Jorinde Dröse, Antú Romero Nunes, Mareike Mikat oder Frank Castorf.
Seit 2006 ist Krause gelegentlich im Fernsehen zu sehen, sporadisch arbeitet er auch in der Synchronisation. Seit 2010 ist er darüber hinaus umfangreich für den Hörfunk tätig. 2013 wirkte er in der als Hörspiel des Monats Juni 2013 ausgezeichneten Produktion Der Kormoran mit, seit 2015 ist er neben Ueli Jäggi und Karoline Eichhorn als weiterer ermittelnder Kommissar in den vom Südwestrundfunk produzierten Radio-Tatorten zu hören.

## Filmografie
- 2006: Der Sandmann (Kurzfilm)
- 2006: Tatort: Kunstfehler
- 2006: Letzte Ausfahrt Westberlin
- 2009: SOKO Leipzig – Der kalte Tod
- 2009: Das total verrückte Wochenende
- 2010: Tel (Kurzfilm)
- 2012: Die Essenz des Guten
- 2012: Klinik am Alex – Liebe geht durch den Magen
- 2013: SOKO Wismar – Kollmar kommt
- 2013: In aller Freundschaft – Folge 590: Mitten ins Herz
- 2013: SOKO Leipzig – Schuldenschnitt
- 2015: Tatort: Die Wiederkehr
- 2016: Albtrauf
- 2018: 25 km/h
- 2019: In aller Freundschaft – Schlangenlinien
- 2022: Tatort: Schattenleben
- 2024: Nord bei Nordwest – Kobold Nr. Vier

## Hörspiele/Hörbücher (Auswahl)
- 2010: Lüge eines Lebens – Autor: Christian von Ditfurth – Regie: Andrea Getto
- 2011: Irgendein Briefträger – Autor: Karl-Heinz Bölling – Regie: Heike Tauch
- 2012: Ein Akt der Gewalt – Autor: Ryan David Jahn – Regie: Irene Schuck
- 2012: Der falsche Inder – Autor: Abbas Khider – Regie: Julia Tieke
- 2012: Ganz in meiner Haut – Autorin: Stéphanie Marchais – Regie: Jörg Schlüter
- 2012: Die Lücke – Autorin: Mariann Kaiser – Regie: Petra Feldhoff
- 2013: Der weiße Tiger – Autor: Aravind Adiga – Regie: Beate Andres
- 2013: Verdächtige Geliebte – Autor: Keigo Higashino – Regie: Steffen Moratz
- 2013: Der Kormoran – Autor: Holger Böhme – Regie: Gabriel Bigott
- 2013: Eine Reise ans Meer – Autor: Benno Hurt – Regie: Christoph Pragua
- 2013: Frauenmörder Heinrich Pommerenke – Autor: Johannes Weiß  – Regie: Mark Ginzler
- 2014: Zolas Schornstein – Autor: Christoph Prochnow – Regie: Rainer Clute
- 2014: Schönheit und Schrecken: eine Geschichte des Ersten Weltkriegs – Autor: Peter Englund – Regie: Walter Adler
- 2014: Im Westen nichts Neues – Autor: Erich Maria Remarque – Regie: Christiane Ohaus
- 2015: Elser – Autor: Fred Breinersdorfer – Regie: Iris Drögekamp und Oliver Hirschbiegel
- 2015: Radio-Tatort (Folge: Brändles Nichte) – Autor: Hugo Rendler – Regie: Mark Ginzler
- 2015: Bierleichen – Autor: Roland Weis – Regie: Tobias Krebs
- 2015: Van Goghs Schweigen – Autor: Christoph Prochnow – Regie: Andrea Getto
- 2016: Zusammen zittern – Autor und Regie: Björn SC Deigner
- 2016: Simpel – Autorin: Marie-Aude Murail – Regie: Cordula Dickmeiß
- 2016: Karnickel – Autor: Dirk Laucke – Regie: Heike Tauch
- 2016: Die Wiedervereinigung der beiden Koreas – Autor: Joël Pommerat – Regie: Christiane Ohaus
- 2016: Radio-Tatort (Folge: Tod im Sechzehner) – Autorin: Katja Röder – Regie: Alexander Schuhmacher
- 2017: Radio-Tatort (Folge: Volltreffer) – Autor: Hugo Rendler – Regie: Alexander Schuhmacher
- 2017: Radio-Tatort (Folge: Alles fließt) – Autor: Erhard Schmied – Regie: Stefan Dutt
- 2017: Radio-Tatort (Folge: Ende der Schonzeit) – Autor: Hugo Rendler – Regie: Alexander Schuhmacher
- 2019: Kepler62 – Die Einladung, Hörbuch von Timo Parvela und Bjørn Sortland, USM Audio
- 2020: Kepler62 – Die Reise, Hörbuch von Timo Parvela und Bjørn Sortland, USM Audio
- 2020: Kepler62 – Das Virus, Hörbuch von Timo Parvela und Bjørn Sortland, USM Audio